# Opsada Malte
 Ovo je glavno značenje pojma Opsada Malte. Za druga značenja pogledajte Opsada Malte (razdvojba).
Opsada Malte ili Velika opsada Malte zbila se 1565. kad je Osmansko Carstvo napalo otok Maltu koju su tad držali i branili malteški vitezovi.

## Povijest
Opsada je počela 18. svibnja 1565., tad se ispred Malte pojavila flota od 200 brodova, s 40.000 vojnika i 6000 elitnih janjičara sultana Sulejmanog Veličanstvenog, s još 9000 konjanika i snažnim topovima (jedan do dva topa mogla su ispaljivati đulad od 272 kg na udaljenost do 3 km).
Nasuprot njima stajalo je 600 Malteških viteza, nekoliko tisuća najamnika i nekoliko tisuća Maltežana sve u svemu 6000 do 9000 osoba.Pad Malte ozbiljno bi uzdrmao obranu sredozemnih zemalja, - Osmanlije bi tad vrlo lako napale Španjolsku preko 
Tunisa, a Sicilija bi bila neposredno ugrožena.
Branitelji su se usprkos malobrojnosti odlučno držali. Osmanlije su uspjeli nakon velikih žrtava, uz pomoć janjičara 23. lipnja zauzeti utvrdu Sant Elmo i pobiti svu posadu od 1500 branitelja. Ipak ta pobjeda ih je skupo koštala jer su izgubili 6000 vojnika, među njima i polovicu janjičara, u tom napadu poginuo im je i admiral Turgut Reis. Tad je zavladala panika po cijeloj Europi, osobito na Siciliji koja se osjetila neposredno ugroženom. Brojni europski vladari obećali su poslati hitnu pomoć braniteljima Malte, ali se nakraju samo mali odred uspio probiti do Malte početkom prosinca i pridružiti braniteljima Vallette. Osmanlije su se probale probiti do luke u Valletti ali su ih branitelji topovima odbili, potopivši pritom dio osmanskog brodovlja.
Osmanlije su tad u kolovozu pokušali topovima prisiliti branitelje na predaju, ali su to oni unatoč velikim žrtvama izdržali. U rujnu se vrijeme počelo pogoršavati pa su se Osmanlije uvidjevši da su izgubili trećinu ljudi, počeli spremati za povlačenje s otoka. Njihov odlazak ubrzao je dolazak 8000 španjolskih vojnika, koji su došli u pomoć braniteljima Vallette.

## Vanjske poveznice
- The Great Siege of Malta (engl.)